# Erfreut euch, ihr Herzen, BWV 66

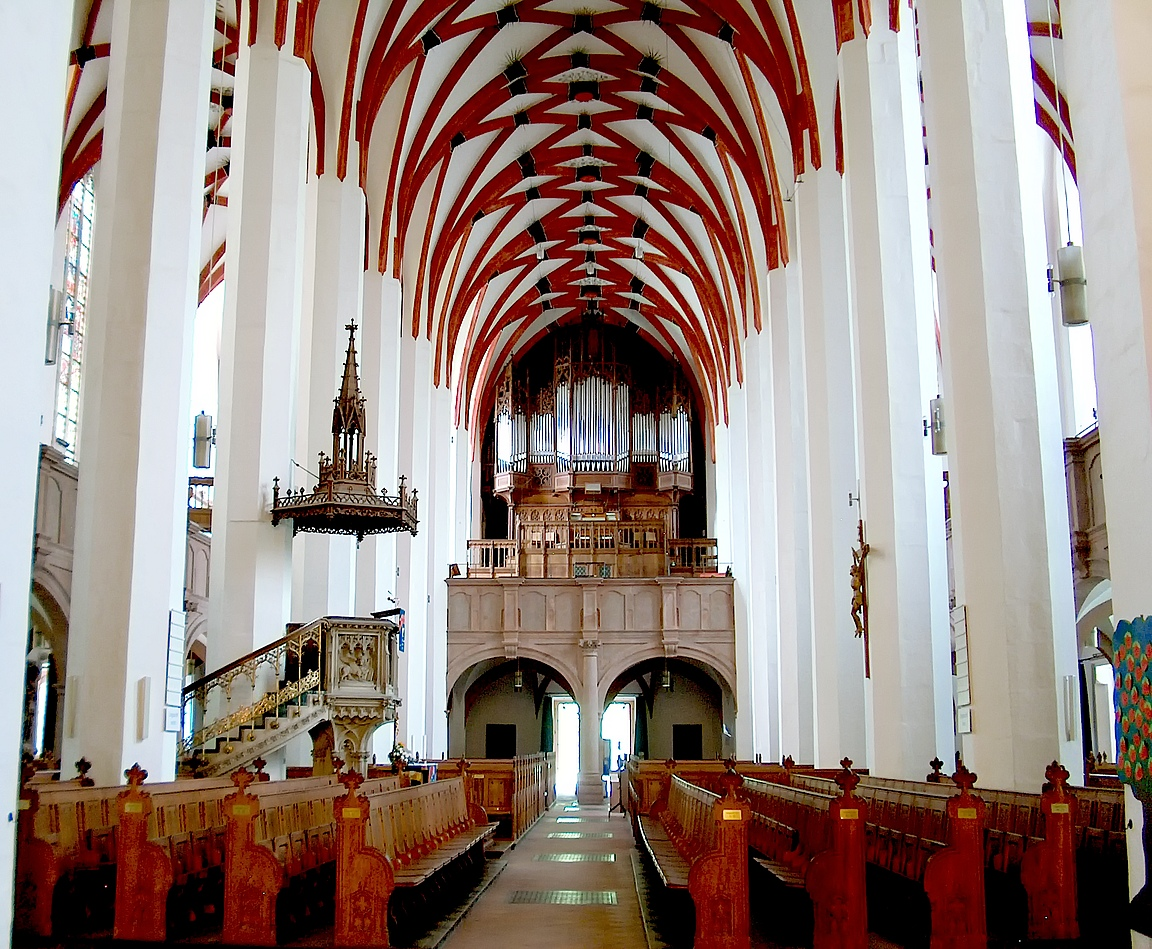
Thomaskirche, Leipzig.

Erfreut euch, ihr Herzen, BWV 66 (Regocijaos, corazones) es una cantata de iglesia escrita por Johann Sebastian Bach en Leipzig para el segundo día de Pascua y estrenada el 10 de abril de 1724. Está basada en su cantata congratulatoria Der Himmel dacht auf Anhalts Ruhm und Glück, BWV 66a, que se interpretó por primera vez en Köthen el 10 de diciembre de 1718.

## Historia
Bach compuso esta obra durante su estancia como Thomaskantor en Leipzig para el segundo día de Pascua, "den zweiten Osterfesttag". Esta fue su primera composición para Pascua escrita en Leipzig. El día anterior, el domingo de Pascua de 1724, había interpretado Christ lag in Todes Banden, BWV 4. Bach derivó la cantata de una obra secular previa suya, la serenata Der Himmel dacht auf Anhalts Ruhm und Glück compuesta en Köthen. El tercer día de Pascua de 1724 interpretó Ein Herz, das seinen Jesum lebend weiß, BWV 134, que elaboró de forma similar a partir de Die Zeit, die Tag und Jahre macht, BWV 134a, una cantata para celebrar el día de Año Nuevo de 1719 en Köthen. La cantata fue interpretada por primera vez el 10 de abril de 1724. Bach interpretó la obra de nuevo en Leipzig el 26 de marzo de 1731 y probablemente el 11 de abril de 1735.

## Análisis

### Texto
Las lecturas establecidas para ese día eran de los Hechos de los Apóstoles, el sermón de Pedro (Hechos 10:34-43), y del evangelio según San Lucas, en el camino a Emaús (Lucas 24:13-35).
El poeta desconocido se enfrentó al problema de que la cantata congratulatoria de Bach se escribió como un diálogo entre tenor y alto. Mantuvo el diálogo en tres movimientos, en la sección central del coro inicial y los dos dúos, asignando a las voces los roles de la esperanza ("Zuversicht", más tarde "Hoffnung") y el temor ("Schwachheit", más tarde "Furcht"). El texto refleja estas diferentes reacciones a la noticia de la resurrección de Jesús, que podría atribuirse tanto, a los dos discípulos, discutiendo los acontecimientos en su paseo, como al oyente de la cantata.

### Instrumentación
La obra está festivamente escrita para tres voces solistas (alto, tenor y bajo), un coro a cuatro voces; trompeta, dos oboes, dos violines, viola y bajo continuo que incluye un fagot.

### Estructura
Consta de seis movimientos.
1. Coro (alto, tenor): Erfreut euch, ihr Herzen
2. Recitativo (bajo): Es bricht das Grab und damit unsre Not
3. Aria (bajo): Lasset dem Höchsten ein Danklied erschallen
4. Recitativo dúo (alto, tenor): Bei Jesu Leben freudig sein
5. Aria (alto, tenor): Ich furchte zwar/nicht des Grabes Finsternissen
6. Coral: Alleluja

Bach empleó el último movimiento de una obra previa para el movimiento que abre esta cantata para Pascua, los siguientes cuatro movimientos permanecieron en la misma secuencia, el resto fueron sustituidos por un coral de cierre.
El exuberante primer movimiento se derivó del movimiento final de una cantata secular. Se abre con una introducción orquestal virtuosística de 24 compases, representando la alegría vital. En primer lugar la voz de alto grita: "Erfreut, ihr Herzen" (Regocijaos, corazones), el tenor continua "Entweichet, ihr Schmerzen" (huid, penas), todas las voces proclaman en homofonía: "Es lebet der Heiland und herrschet in euch" (el Salvador vive y reina sobre vosotros). La sección central se asigna en su mayor parte a alto y tenor, que ilustran la lamentación y el temor en una dolorosa "serie de conmovedores pasajes descendentes y suspensiones cromáticos", aunque el texto habla de ahuyentar estos estados de ánimo: "Ihr könnet verjagen das Trauren, das Fürchten, das ängstliche Zagen" (Ahora podéis ahuyentar las penas, los temores, la trémula angustia). El continuo toca "temblorosas" notas repetidas, una "palpitación" como Bach utilizó más tarde en el recitativo de tenor en su Pasión según San Mateo, BWV 244, "O Schmerz! Hier zittert das gequälte Herz" (¡Oh Dolor! Aquí se estremece el corazón atormentado). Finalmente entra el coro, una voz tras otra construyendo el acorde, añadiendo apaciblemente palabras de consuelo: "Der Heiland erquicket sein geistliches Reich" (el Salvador restaura su reino sobre las almas). Los instrumentos lanzan motivos de la introducción, que conducen a la recapitulación de la primera sección. El movimiento ha sido denominado "uno de los más largos y más estimulantes de la producción temprana de Bach".
Tras un breve recitativo el bajo continua con una con una petición general para agradecer a Dios en el canto, en un aria en movimiento danzable. La sección intermedia yuxtapone una larga nota durante más de seis compases en la palabra "Frieden" (paz) y coloraturas en "leben" (vida).
El cuarto movimiento se inicia con el tenor (esperanza), que también quiere cantar la victoria y el agradecimiento ("ein Sieg- und Danklied"). Comienza con "Mein Auge sieht den Heiland auferweckt" (Mis ojos ven elevarse al Salvador), con un amplio melisma se muestra el nuevo despertar. Pero ya después de un compás la voz de alto (temor) imita la frase en las palabras "Kein Auge sieht ..." (Ningún ojo ve...). Después de cantar juntos prolongadamente, los dos puntos de vista diferentes son presentados en un debate, denominado "un discurso lineal, como en una conversación convencional", concluida por el alto tratando de creer: "Ich glaube, aber hilf mir Schwachen" (creo en Ti, pero ayúdame, débil de mí).
En el siguiente dúo las voces son homofónicas en la mayor parte del tiempo, aunque con pequeñas diferencias rítmicas, que muestran su actitud diferente ante la oscuridad de la tumba ("des Grabes Finsternissen). El alto afirma "ich furchte zwar" (Sin duda temo) en notas largas constantes, mientras que el tenor dice en figuración ornamentada "ich furchte nicht" (Ya no temo). En la continuación también se separan únicamente en una palabra "klagete" (siento pavor) en el alto, "hoffete" (tengo la esperanza) en el tenor. El fluir del compás de 12/8 del dúo y un violín solista virtuosístico son una reminiscencia del propósito original de la música de la cantata congratulatoria. Es más apropiado para la sección central de la forma da capo, cuando ambas voces coinciden: "Nun ist mein Herze voller Trost" (Ahora mi corazón esta plenamente consolado).
La cantata se cierra con la segunda parte del himno "Christ ist erstanden", empezando con un triple Aleluya. Procede del siglo XII de la secuencia de Pascua Victimae paschali laudes, originalmente codificada por Wipo de Borgoña hacia 1040. Los versos fueron sometidos a una transformación sustancial por Martín Lutero con la ayuda de Johann Walter y fue editada por Joseph Klug (Wittenberg, 1533). Este es el único uso que hizo Bach de "Christ ist erstanden" en una obra vocal. Pero sí emplea el himno relacionado "Christ lag in Todesbanden" en otras partes como las cantatas Christ lag in Todes Banden, BWV 4 y Der Friede sei mit dir, BWV 158.

## Discografía selecta
De esta pieza se han realizado una serie de grabaciones entre las que destacan las siguientes.
- 1972 – Die Bach Kantate Vol. 29. Helmuth Rilling, Gächinger Kantorei, Bach-Collegium Stuttgart, Hildegard Laurich, Adalbert Kraus, Philippe Huttenlocher (Hänssler)
- 1976 – Bach Made in Germany Vol. 4: Cantatas VII. Hans-Joachim Rotzsch, Thomanerchor, Gewandhausorchester, Heidi Rieß, Eberhard Büchner, Siegfried Lorenz (Eterna)
- 1977 – J.S. Bach: Das Kantatenwerk Vol. 4. Gustav Leonhardt, Knabenchor Hannover, Collegium Vocale Gent, Leonhardt-Consort, Paul Esswood, Kurt Equiluz, Max van Egmond (Teldec)
- 1994 – J.S. Bach: Oster-Oratorium. Philippe Herreweghe, Collegium Vocale Gent, Kai Wessel, James Taylor, Peter Kooy (Harmonia Mundi France)
- 1998 – J.S. Bach: Complete Cantatas Vol. 9. Ton Koopman, Amsterdam Baroque Orchestra & Choir, Bernhard Landauer, Christoph Prégardien, Klaus Mertens (Erato, Antoine Marchand)
- 2000 – J.S. Bach: Vol. 22. John Eliot Gardiner, English Baroque Soloists, Monteverdi Choir, Daniel Taylor, James Gilchrist, Stephen Varcoe (Soli Deo Gloria)
- 2001 – J.S. Bach Cantatas: BWV 66, 134, 67. Masaaki Suzuki, Bach Collegium Japan, Robin Blaze, Makoto Sakurada, Peter Kooy (BIS)